# فرهنگ لغت تصویری
فرهنگ واژه تصویری (به انگلیسی: Picture Dictionary) نوعی فرهنگ لغت است که به جای یا در کنار توضیحات متنی، از تصاویر برای تعریف کلمات استفاده می‌کند. این نوع فرهنگ لغت به ویژه برای یادگیری زبان‌های جدید بسیار مفید است زیرا تصاویر می‌توانند به درک بهتر و به‌خاطر سپاری واژگان کمک کنند.

## ویژگی‌ها
فرهنگ واژه تصویری معمولاً شامل تصاویر رنگی و واضح است که به‌طور مستقیم با واژه‌ها مرتبط هستند. این تصاویر ممکن است اشیاء، حیوانات، افراد، مکان‌ها یا هر چیز دیگری را نمایش دهند که واژه مورد نظر را توضیح می‌دهد. فرهنگ واژه تصویری می‌تواند شامل توضیحات مختصر و تلفظ صحیح واژه‌ها نیز باشد.

## مزایا
- یادگیری بصری: تصاویر به یادگیری سریع‌تر و ماندگاری بیشتر واژگان کمک می‌کنند.
- یادگیری زبان دوم: این نوع فرهنگ لغت‌ها برای زبان‌آموزانی که در حال یادگیری زبان دوم هستند بسیار مؤثر است.
- کاربرد برای کودکان: کودکان به دلیل توانایی بالای خود در یادگیری از طریق تصاویر، از فرهنگ واژه تصویری بهره‌مند می‌شوند.[۲]

## نمونه‌ها
برخی از معروف‌ترین فرهنگ واژه‌های تصویری شامل موارد زیر هستند:
- فرهنگ تصویری آکسفورد (Oxford Picture Dictionary)
- فرهنگ تصویری مریام وبستر (Merriam-Webster’s Visual Dictionary)
- فرهنگ تصویری لنگیک (Langeek Picture Dictionary)
- فرهنگ مدرسه‌ای کودکان (Scholastic Children’s Dictionary)[۳]